# Franz Friedrich Wilhelm von Fürstenberg
Freiherr Franz Friedrich Wilhelm von Fürstenberg, noto anche come Franz von Fürstenberg (Herdringen, 7 agosto 1729 – Münster, 16 settembre 1810), è stato un politico e educatore tedesco.

## Biografia
Appartenente alla famiglia baronale Fürstenberg, dopo avere ricevuto l'istruzione primaria da istitutori privati e quella secondaria al collegio dei Gesuiti di Colonia, frequentò giurisprudenza alle università di Colonia e di Salisburgo, per conseguire infine la laurea alla Sapienza di Roma nel 1753. Nel 1748 divenne canonico della cattedrale di Münster e, più tardi, anche di quella di Paderborn. Ricevette gli ordini minori e il suddiacono, sebbene non abbia mai avuto alcuna intenzione di accedere al sacerdozio.
Durante la Guerra dei Sette anni (1756-1763) rese importanti servizi al suo paese come intermediario tra i campi avversari, e grazie alla sua autorità, la città e il principato di Münster evitarono di essere coinvolti in tragici eventi.
Dopo la morte di Clemente Augusto di Baviera, arcivescovo di Colonia col titolo di principe-elettore del Sacro Romano Impero (6 febbraio 1761), fu proprio grazie a Fürstenberg che Maximilian Friedrich von Königsegg-Rothenfels, che era già succeduto a Clemente Augusto nell'arcidiocesi di Colonia nel 1761, a essere eletto anche principe-vescovo di Münster nel settembre 1762. Come ricompensa per questi servigi il nuovo principe-vescovo affidò a Fürstenberg l'amministrazione sia spirituale che temporale della diocesi di Münster.
Nel 1762 Fürstenberg venne nominato consigliere privato e ministro e, nel 1770, vicario-generale e amministratore degli istituti di istruzione. Fu un'ottima scelta. La situazione del territorio di Münster, al termine della Guerra dei sette anni, era molto grave. La ricostruzione richiedeva ingenti capitali, ma le attività artigiane e commerciali erano ferme. Fürstenberg si adoperò innanzitutto per migliorare la produttività agricola, spezzettando i latifondi, bonificando paludi e mettendo a coltura terra che fino ad allora era stata incolta o adibita a pascolo; migliorò inoltre le condizioni dei servi della gleba e si adoperò all'abolizione completa della schiavitù. Per diminuire il debito pubblico introdusse nuove tasse sulle importazioni e abolì privilegi fiscali e manomorte. Nello stesso tempo riformò il sistema militare (con la creazione un'accademia militare a Münster e l'istituzione del Landwehr), il sistema sanitario (con la creazione nel 1773 di una scuola universitaria di medicina diretta da Hoffmann, e con la regolamentazione sui farmaci del 1775, due riforme considerate un modello in Germania e in Europa) e soprattutto del sistema educativo.

### La riforma del sistema educativo
La riforma del sistema educativo, sebbene su base confessionale, è considerata la più importante iniziativa di Fürstenberg. Si iniziò con la riforma dal ginnasio, destinato soprattutto a formare dei futuri preti cattolici, ossia i futuri insegnanti del popolo. Insegnamento cardine del ginnasio era un corso teoretico e pratico sul Cristianesimo, affiancato da un corso sulla filosofia cattolica. Nel 1776 fece ristrutturare il convento Ueberwasser di Münster, soppresso poco tempo prima, per istituirvi un seminario destinato ad accogliere i candidati al sacerdozio, e quindi i futuri insegnanti. Fürstenberg volse infine i suoi sforzi all'attuazione dell'università di Münster, la cui istituzione era stata approvata l'8 ottobre 1773. Venne data la cattedra solo a docenti di indiscussa ortodossia cattolica, prestando tuttavia attenzione alla qualità dell'insegnamento; per es. era offerta ai docenti anche la possibile frequenza di corsi in università straniere per aggiornamento professionale. L'apertura solenne dell'università di Münster avvenne il 16 aprile 1780, con apertura di corsi nelle facoltà di teologia, filosofia, giurisprudenza e medicina. Il principe-vescovo Königsegg-Rothenfels ne fu il primo rettore, Franz di Fürstenberg il primo cancelliere.
L'attività politica di Fürstenberg venne conclusa nel 1780, con l'elezione di Massimiliano d'Asburgo-Lorena, fratello dell'imperatore  d'Austria Giuseppe II, a coadiutore del principe-vescovo di Münster Maximilian Friedrich. Fürstenberg stesso aveva aspirato a questa posizione, ed indubbiamente sarebbe stato eletto se non fosse stato per la grande importanza degli Asburgo. Fürstenberg fu obbligato a dimettersi dal ministero, ma fu permesso di mantenere gli incarichi di vicario-generale e di amministratore all'istruzione. Dal 1782 al 1801 rivolse pertanto la sua attenzione alla riforma dell'istruzione elementare. Per ottenere insegnanti competenti, nel 1783 lui fondò una scuola normale alla guida della quale pose il famoso pedagogista Bernard Heinrich Overberg. L'influenza di Fürstenberg sul sistema educativo cominciò a declinare dopo che Münster passò alla Prussia, tanto che nel 1805 dovette dimettersi dall'amministrazione dell'università, e nel 1807 dagli altri incarichi statali. La fama di Fürstenberg aveva attirato l'attenzione di alcuni fra i maggiori intellettuali europei, fra cui la principessa Amalie von Gallitzin, con la quale Fürstenberg creò un sodalizio umano e culturale.
Franz von Fürstenberg fu anche l'ideatore di un sistema di scrittura stenografica.